# Tylenchomorpha
Tylenchomorpha is een infraorde van vrijlevende en parasiterende rondwormen uit de  klasse Chromadorea. Een groot aantal soorten rondwormen die aaltjes genoemd worden behoren tot deze orde. Uit de familie Heteroderidae zijn vooral de aardappelcystenaaltjes bekend die aardappelmoeheid veroorzaken.  

## Indeling[1]
Tot de orde behoren volgende families:
- Familie Allantonematidae
- Familie Anguinidae
- Familie Belonolaimidae
- Familie Criconematidae
- Familie Dolichodoridae
- Familie Fergusobiidae
- Familie Heteroderidae
- Familie Hoplolaimidae
- Familie Iotonchiidae
- Familie Neotylenchidae
- Familie Pratylenchidae
- Familie Sphaerulariidae
- Familie Tylenchidae
- Familie Tylenchulidae